# Мадагаскар
Мадагаскар, или званично Република Мадагаскар (мал. Repoblikan’i Madagasikara, фр. République de Madagascar, енгл. Republic of Madagascar), раније име: Малгашка Република), је острвска земља без копнених граница у Индијском океану, близу обале источне Африке. Мадагаскар је 4. највеће острво на свету. Дом је за пет процената светских биљних и животињских врста, од којих 80% живи само на Мадагаскару. Међу значајним примерима разноликости живог света Мадагаскара су примати лемури и дрвеће баобаб.

## Историја
Писана историја Мадагаскара је почела у 7. веку, када су Арапи успоставили трговачке испоставе дуж северозападне обале. Контакт са Европљанима је почео 1500-их, када је португалски поморац Дијего Дијаз угледао острво након што се његов брод одвојио од флоте на путу за Индију. У касном 17. веку, Французи су успоставили трговачке испоставе дуж источне обале. Отприлике од 1774. до 1824, био је омиљено свратиште за гусаре, укључујући америчке, од којих је један донео малгашки пиринач у Јужну Каролину.
Почетком 1790-их, владари Мерина су успели да успоставе премоћ на већем делу острва, укључујући обалу. 1817, владар Мерина и британски гувернер Маурицијуса су потписали споразум о укидању трговине робљем, која је била значајна за економију Мадагаскара. Заузврат, острво је добило војну и финансијску помоћ од Британаца. Британски утицај је остао снажан у наредним деценијама.
Британци су прихватили наметање француског протектората над Мадагаскаром 1885, у замену за евентуалну контролу над Занзибаром (данас део Танзанија), и као део свеукупне дефиниције утицајних сфера у региону. Апсолутна француска контрола над Мадагаскаром је успостављена војном силом 1895—1896, и монархија Мерина је укинута. Децембра 1904, руска Балтичка флота се зауставила код Дијега Суареза због допуне угљем и намирницама пре него што је наставила пут у окршај са Јапанском флотом у бици за Цушиму. Пре него што су напустили луку, руски морнари су морали да оставе животиње које су понели, укључујући мајмуне, змије и једног крокодила.
Малгашке трупе су се бориле у Француској, Мароку, и Сирији током Другог светског рата. Након што су Французи поражени од стране Немаца, Вишијевска влада је управљала Мадагаскаром. Британске трупе су окупирале ово стратешко острву 1942, како би предупредили да га освоје Јапанци. Слободна Француска је добила контролу над острвом од Уједињеног Краљевства 1943.
Године 1947, француски престиж је опадао, а Мадагаскарски устанак је угушен након неколико месеци жестоких борби. Французи су затим успоставили реформисане институције, и Мадагаскар је кренуо мирним путем ка независности. Малгашка Република је проглашена 14. октобра, 1958, као аутономна држава унутар француске заједнице. Период привремене власти је окончан усвајањем устава 1959, и пуном независношћу 26. јуна, 1960.

## Политика
Први председник Мадагаскара, Филиберт Тсиранана (Philibert Tsiranana) је изабран када је његова Социјал-демократска партија стекла моћ након стицања независности 1960, а реизабран је без опозиције марта 1972. Међутим, дао је оставку само 2 месеца касније као одговор на масовне антивладине демонстрације. Немири су се наставили, и Тсирананин  наследник, генерал Габријел Раманантсоа (Gabriel Ramanantsoa), је дао оставку 5. фебруара, 1975, предавши извршну власт Ричарду Ратсимандрави (Richard Ratsimandrava), који је убијен само 6 дана касније. Привремени војни директорат је затим владао док није формирана нова влада у јуну 1975, под Дидијеом Ратсираком (Didier Ratsiraka).
Током наредних 16 година владавине председника Ратсираке, Мадагаскар је имао владу посвећену револуционарном социјализму, базираном на уставу из 1975, који је успоставио високо централизовану државу. У овом периоду, стратегија национализације приватних предузећа, централизација економије и „малгазација“ образовног система је уништивши економију, и оставивши чак и до данас видљиве трагове високо централизованог економског система и висок ниво неписмености. Избори 1982. и 1989. су донели Ратсираки други и трећи седмогодишњи председнички мандат. Током већег дела овог периода, само ограничена и обуздана политичка опозиција је била толерисана, без директног критицизма председника у штампи.
Са ослабљивањем политичких стега које је почело крајем 1980-их, Ратсиракин режим је дошао под растући притисак да начини фундаменталне промене. Као одговор на опадајућу економију, Ратсирака је ублажио социјалистичку економску политику, и спровео одређене либералне реформе приватног сектора. Ово је, заједно са политичким реформама попут укидања цензуре штампе 1989, и формирања више политичких странака 1990, довело до јачања опозиционог покрета познатог као Хери Велона (Hery Velona - „Активне снаге"). Одређени број већ постојећих политичких партија и њихових лидера, међу којима су били Алберт Зафи (Albert Zafy) и Ракотонијаина Манандафи (Rakotoniaina Manandafy), је пришао овом покрету, који је био посебно јак у главном граду Антананариву и околним висоравнима.
Као одговор на растуће мирне демонстрације и генералне штрајкове, Ратсирака је заменио свог премијера у августу 1991, али је претрпео непоправљиву штету убрзо затим, када су његове трупе пуцале на мирне демонстранте који су марширали на Ијаволоху, председничку палату у предграђу, убивши више од тридесет људи.
У све ослабљенијој позицији, Ратсирака је прихватио преговоре о формирању прелазне владе. "Панорама конвенција", која је уследила 31. октобра, 1991, је одузела скоро сву власт Ратсираки, креирала привремене институције, и поставила 18-месечни рок за комплетирање прелаза на нову форму уставне владавине. Високи уставни суд је остављен као коначни правни арбитар процеса.
У марту 1992, широко репрезентативни Национални форум, који је организовао ФФКМ (Малгашки хришћански црквени савет) је направио нацрт новог устава. Трупе које су обезбеђивале овај поступак су се сукобиле са проратсиракиним федералистима, који су покушали да прекину форум у знак протеста што је нацрт уставних одредаба спречавао председника Ратсираку да се поново кандидује. Текст новог устава је стављен пред национални референдум у августу 1992, и добио је широку подршку, упркос напорима федералиста да зауставе гласање у неколико обалских области.
Председнички избори су одржани 25. новембра, 1992, након што је Високи уставни суд пресудио, по жалби Хери Велоне, да Ратсирака може да се кандидује. Избори су одржани фебруара 1993, и вођа покрета Хери Велона, Алберт Зафи је победио Ратсираку. Зафи је положио председничку заклетву 27. марта, 1993. Након што је председник Зафи доживео импичмент (опозив) од стране парламента 1996, и кратког квази-председниковања Норберта Ратсирахонане (Norbert Ratsirahonana), избори 1997. су опет представљали двобој Зафија и Ратсираке, с тим што је Ратсирака овај пут победио. Парламент, у коме су доминирали чланови партије председника Ратсираке, АРЕМА, је затим 1998. усвојио устав, који је значајно ојачао председникова овлашћења.
Децембра 2001. су одржани председнички избори после којих су оба главна кандидата прогласила победу. Министарство унутрашњих послова је прогласило да је Ратсирака из АРЕМА партије победио. Марк Раваломанана (Marc Ravalomanana) није ово прихватио, и тврдио је да је он победио. Политичка криза је уследила, током које су присталице Ратсираке одсекле главне транспортне руте од главне луке до престонице, која је била средиште подршке Раваломанани. Спорадично насиље и значајан економски застој је настављен до јула 2002, када су Ратсирака и неколико његових виђенијих присталица побегли у егзил у Француску. Као додатак политичким разликама, и етничке разлике су играле улогу у кризи, а настављају да играју улогу у политици. Ратсирака је из обалског племена Бетсимисарака (Betsimisaraka), а Раваломанана је из брдског племена Мерина.
Након завршетка политичке кризе из 2002, председник Раваломанана је започео многе реформске пројекте, силовито се залажући за „брз и одрживи развој“ и почевши борбу против корупције. Децембра 2002, легислативни избори су донели већину у парламенту новоформираној партији TIM (Tiako-I-Madagasikara) (Волим Мадагаскар). Новембра 2003. су одржани општински избори, вративши већину гласова председнику, али значајан број и независним и регионалним опозиционим личностима.
Након кризе 2002, председник је заменио покрајинске гувернере постављеним ПДС (Presidents des Delegations Speciales). Потоња легислација је успоставила структуру од 22 региона да би децентрализовала администрацију. Септембра 2004, влада је именовала 22 регионална шефа. Финансирање и специфична овлашћења регионалних администрација тек треба да буду разјашњена.

### Власт
Марта 1998, малгашки гласачи су прихватили измењени устав. Главне институције републике Мадагаскар су председник, парламент (Народна скупштина и Сенат), премијер и кабинет, и независно судство. Председник се бира на директним општим изборима, за 5-годишњи термин који се два пута може обновити.
Народна скупштина се састоји од 160 представника изабраних директним гласањем сваких пет година. Последњи избори су одржани децембра 2002. Сенат се састоји од 90 сенатора, од којих су две трећине изабрали локални легислатори, а остале велики електори које је поставио председник, а сви имају мандат у трајању од 6 година. Премијер и савет министара врши текуће послове власти. Председник поставља премијера.
Председник може да распусти Народну скупштину. Народна скупштина може да изгласа неповерење, и да захтева од премијера и савета министара да дају оставке. Уставни суд оцењује уставност нових закона.

## Административна подела
Током друге републике, земља је била подељена у пет нивоа:
1. Фаритани (Faritany) (покрајина)
2. Фивондронана (Fivondronana) или Фивондронампоконтани (Fivondronampokontany)
3. Фираисана (Firaisana) или Фираисампоконтани (Firaisampokontany)
4. Фоконтани (Fokontany)
5. Фоконолона (Fokonolona)

Устав из 1992. је одредио да земља треба да буде подељена у децентрализоване територијалне ентитете. Име, број, и ограничења територијалних ентитета треба да одреди закон.
У закону усвојеном у народној скупштини 1994, су дефинисана три нивоа ових ентитета: област (фаритра), подручје (департмената) и комуна (каоминина). Комуне су формиране 1996.
Кад се Дидије Ратсирака вратио на власт, устав је промењен 1998, како би укључио и посебно напоменуо шест аутономних покрајина, подељених у недефинисане регионе и комуне. Аутономне покрајине, са истим именима и територијама као већ постојеће покрајине су формиране 2000.
Током борбе за власт након председничких избора 2001, пет ових покрајина, чији су гувернери подржавали Ратсираку, су се прогласили независним од републике. Нови председник, Раваломанана, је заменио покрајинске владе посебним делегацијама, које је сам поставио. Ово фактички значи да су аутономне покрајине престале да постоје као такве, мада остаје нејасно шта ће са њима бити.
Године 2004, области (региони) су коначно формирани законом број 2004-001 народне скупштине. У међувремену су од 28 предложених области настале 22. Мада су оне делови покрајина, оне представљају републику, а не покрајину. Региони ће такође преузети имовину "ex-Fivondronampokontany". Такође је напоменуто да су комуне једини ентитети који су оперативни, и да предстоји неодређени период транзиције ка новом систему. Подручја (департмани) се не помињу у закону, уместо тога се користи именовање „компоненте“ области. Изгледа да ће подручја бити базирана као Фивондронампоконтани, мада је у вези њих остало још нејасности.

### Покрајине
Мадагаскар је подељен у шест аутономних покрајина (faritany mizakatena). Свака је добила име по својој престоници. Њихова имена су:
1. Антананариво (Antananarivo)
2. Антсиранана (Antsiranana)
3. Фијанарантсоа (Fianarantsoa)
4. Махајанга (Mahajanga)
5. Тоамасина (Toamasina)
6. Толијара (Toliara)

### Области
22 области поређане по покрајинама су:
- Антананариво
  - Аналаманга (Analamanga)
  - Бонголава (Bongolava)
  - Итаси (Itasy)
  - Вакинанкаратра (Vakinankaratra)
- Антсиранана
  - Дијана (Diana)
  - Сава (Sava)
- Фијанарантсоа
  - Амрони Манија (Amoron'i Mania)
  - Атсимо Атсинанана (Atsimo Atsinanana)
  - Хауте-Матсијатра (Haute-Matsiatra)
  - Ихоромбе (Ihorombe)
  - Ватовави-Фитовинани (Vatovavy-Fitovinany)
- Махајанга
  - Бетсибока (Betsiboka)
  - Боени (Boeny)
  - Мелаки (Melaky)
  - Софија (Sofia)
- Тоамасина
  - Алаотра Мангоро (Alaotra Mangoro)
  - Аналанјирофо (Analanjirofo)
  - Атсинанана (Atsinanana)
- Толијара
  - Андрој (Androy)
  - Аноси (Anosy)
  - Тасимо Андрефана (Tasimo Andrefana)
  - Менабе (Menabe)

## Географија

### Положај
Површина државе износи 587.041 km².

### Геологија и рељеф
Источна обала Мадагаскара је у низијама које воде ка стрмим литицама и централним висијама. Масив Тсаратанана на северу садржи вулканске планине. Западна обала има многе заштићене луке и широке равнице, док југозапад чини регион висоравни и пустиње.

### Воде
Влада Мадагаскара и Светска банка потписали су недавно одобрен Национални пројекат за воду вредан 220 милиона долара. Пројекат има за циљ да повећа приступ услугама воде у области Великог Антананарива и одабраним секундарним градовима, као и да побољша учинак предузећа за воду и енергију (ЈИРАМ).
Пошто су Мадагаскар раније ове године били погођени узастопним циклонима и тропским олујама, финансирање овог пројекта је у потпуности обезбеђено кроз ИДА прозор за одговор на кризе (ЦРВ). Финансирање ће такође подржати реконструкцију након циклона и побољшаће отпорност инфраструктуре и спремност институција за воду. Церемонију потписивања председавао је председник Мадагаскара Андри Рајоелина.
„Влада Мадагаскаса је побољшала приступ води за пиће у земљи високом приоритету. Овај пројекат је усклађен са нашом развојном визијом и омогућиће нам да обезбедимо производњу и снабдевање водом у Антананариву и другим градовима“, изјавио је Андри Рајоелина, председник Република Мадагаскар. „Захвални смо Светској банци која је још једном показала спремност да нас подржи у суочавању са бројним изазовима са којима се суочавамо у правцу развоја Мадагаскара.
Приступ основним водама и санитарним услугама на Мадагаскару пати од великих неједнакости и услуга ниског квалитета. Само 54,4% становништва има приступ основним услугама воде, а само 12,3% становништва има приступ основним санитарним услугама. Мадагаскар је на дну листе од 76 земаља у развоју са најнижим приступом основним санитарним условима.
"Мадагаскар се суочава са кризом воде с обзиром на његову екстремну рањивост на утицаје климатске варијабилности и временске шокове о чему сведоче недавни циклони. Овај пројекат ће бити кључан за смањење изложености небезбедној води за пиће и побољшање санитарних објеката и хигијене у земљи", рекла је Мари -Цхантал Уваниилигира, државна менаџерка Светске банке за Мадагаскар. „Овај пројекат ће такође подржати ЈИРАМА-ин план за побољшање управљања јер ове тешке урбане инвестиције могу бити ефикасне само ако се имплементира програм реформи за побољшање финансијске одрживости ЈИРАМА-е.
Овај пројекат ће комбиновати инвестиције у инфраструктуру и институционални развој како би се суочио са секторским изазовима у вези са водним ресурсима и водним услугама, док ће се истовремено бавити потребама отпорног опоравка које произлазе из утицаја циклона. Пројекат ће стога настојати да побољша и обезбеди производњу воде у Великом Антананариву кроз подршку ЈИРАМА-и у испуњавању растућег јаза у производњи воде суоченом са све већом потражњом. Производња сирове воде за Велики Антананариво биће повећана за 40.800 м3/дан (повећање од 20%), а губици воде ће бити смањени кроз програм обнове дистрибутивне мреже.
Пројекат ће такође имати за циљ побољшање услуга водоснабдевања у Великом Антананариву и секундарним градовима (Антсиранана, Махајанга, Антсирабе, Фианарантсоа и Манакара) подржавањем ЈИРАМА-е и Министарства за воду и санитацију (МЕАХ) да побољшају и прошире услуге водоснабдевања. Ова компонента ће бити трансформативна за жене и девојчице кроз обезбеђивање воде код куће и безбедно санитарно решење за жене у школама. Амбициозан програм социјалног повезивања усмерен на најсиромашније и најугроженије кориснике биће спроведен у одабраним областима са недовољно опслуживањем како би се подржала домаћинства да се повежу на мрежу. Национални пројекат за воду ће такође подржати реконструкцију након циклона и побољшати отпорност водне инфраструктуре, као и спремност институција за воду у регионима Ватовави, Фитовинани, Хауте-Матсиатра, Аморон'и Маниа и Вакинанкаратра.

### Флора и фауна

#### Флора
Флора Мадагаскара чини велики део уникатне дивље природе тог острва. Мадагаскар има више од 10.000 различитих врста биљака, од којих више од 90% расте само на овом острву. Ендемске врсте укључују пет јединствених породица биљака као и врсте попут баобаб дрвећа и равенала биљака.
На овом острву постоје веома контрастне врсте вегетације које се разликују у централном, источном и западном делу острва. Док у централном делу острва доминирају суве шуме и пашњаци, у источном делу, који добија много више влажности и падавина захваљујући Индијском океану, присутне су тропске прашуме, а најсувљи део острва чине југозападне трновите шуме.
Људска рука и развој пољопривреде драматично су изменили флору Мадагаскара. Пиринчана поља су веома честа, а гаје се и други тропски усеви попут банана, слатког кромпира, ваниле и тапиоке. Поред тога, крчење шума представља озбиљан проблем и довело је до пропадања многих домаћих вегетативних врста.
Висока разноликост упарена са драматичним смањењем природне вегетације чини Мадагаскар једним од светских биодивергентних жаришта. Велики број подручја на овом острву заштићен је као природни резерват.

#### Разноликост и ендемизам

##### Васкуларне биљке
Мадагаскар је описан као „једно од најјединственијих места на свету када је флора у питању“. Према Каталогу васкуларних биљака Мадагаскара 243 фамилија васкуларних биљака са скоро 11.000 врста расте на овом острву, од чега се 83% може наћи само на њему. Ово укључује пет ендемских фамилија : . Процењује се да је око 96% мадагаскарског дрвећа и жбунова ендемско.
Постоји 272 описане врсте папрати и маховине на Мадагаскару. Више од половине су ендемске; у породици перутавих папрати Cyatheaceae, које расту у источним влажним шумама, 44 од 47 врста су ендемске.
Скривеносеменица, које чине базалне групе и магнолидиси, има преко 320 врста, од чега је 94% ендемско за Мадагаскар. Најбогатије фамилије су Annonaceae, Lauraceae, Monimiaceae и Myristiceceae, које се састоје превасходно од дрвећа, жбунова и лијана, и доминантна фамилија земљастог бибера Piperaceae.
Монокотиледоне биљке су веома разноврсне на Мадагаскару. Најбогатија фамилија су орхидеје (Orchideceae) којих има преко 900 врста, од чега је 85% ендемско. Палми (Arecaceae) има преко 200 врста на Мадагаскару, више од три пута више него у континенталној Африци и све осим пет врста су ендемске. Друге велике монокотиледоне биљке су Pandanaceae са 78 ендемских врста, које расту у влажним поднебљима, и Asphodelaceae са преко 130 ендемских врста. Траве и шаши су такође разнолике али имају ниже нивое ендемичности. Национални симбол Мадагаскара, биљка која се сади широм овог острва, је ендемска врста Ревенала биљка или Путниково дрво, која је једина мадагаскарска врста из фамилије Strelitziaceae.
Еудикотиледоне биљке чине већи део разноврсности мадагаскарске флоре. Фамилије најбогатије врстама на острву су:
- (легуми, 661 врсте, 77% су ендемске), чине велики део дрвећа у влажним и сувим шумама, укључује и Палисандрово дрво.
- (фамилија кафе, 632 врсте, 92% су ендемске), са преко 100 ендемских Psychotria и 60 ендемских Coffea врста.
- (мешана фамилија, 533 врсте, 81% су ендемске)
- (акантус фамилија, 500 врста, 94% су ендемске)
- (мечика фамилија, 460 врста, 94% су ендемске), највеће врсте су кротон и млечика.
- (слез, 485 врста, 87% су ендемске), укључују седам од девет врста баобаб дрвећа, од чега су шест ендемске за Мадагаскар.
- (363 врсте, 93% су ендемске), укључујући и Мадагаскарску зимзелен.
- (338 врста, 98% су ендемске), које углавном чине дрвеће и жбуње.

#### Маховине, јетрењаче и роговњаци
На Мадагаскару постоји 751 врста маховина, 390 врста јетрењача и три врсте роговњака. Око 34% маховина и 19% јетрењача су ендемске. Непознат је податак колико ових врста је изумрло од њиховог откривања.

#### Гљиве
Уколико су гљиве укључене у флору, претпоставља се да на Мадагаскару постоје многе врсте које тек треба да се открију. Преглед јестивих печурки навео је бројне врсте печурака које се конзумирају на Мадагаскару, нарочито из родова Auricularia, лисичарки -(Cantharellus) и красница (Russula). Већина симбиотских врста печурака могу да се пронађу на плантажама еукалиптуса и борова као и у шумама тапиа дрвећа.
Дуго се мислило да се на Мадагаскару не јавља патоген Batrachochytrium dendrobatidis, који је осговоран за читридиомикозу (chytridiomycosis) која напада амфибијску популацију широм света. Међутим, 2010. године је забележен први случај а касније је потврђено да у неколико области на Мадагаскару овај патоген угрожава неколико различитих фамилија жаба.

### Клима
Постоје два годишња доба: од новембра до априла је топло и кишовито, а од маја до октобра је хладније и суво. Доминирају југоисточни ветрови, са повременим циклонима.

## Екологија
Дуготрајна изолација Мадагаскара од околних континената је резултовала јединственим миксом биљака и животиња, од којих се многе не могу наћи нигде у свету; неки еколози говоре о Мадагаскару као о „осмом континенту“.
Источна страна острва, која је уз ветар, је у тропским кишним шумама, док су источна и јужна страна острва, заштићене од киша због централних висија, пошумљене тропским сувим шумама, бодљикавим шумама и жбуњем.